# Parc olympique (métro de Séoul)
Parc olympique (en coréen : 올림픽공원역 et officiellement en anglais : Olympic Park) est une une station de correspondance, entre la ligne 5 et la ligne 9 du métro de Séoul. Elle est située 1233 Yangjae-daero, dans l'arrondissement de Songpa-gu, à Séoul en Corée du Sud.
Ouverte en 1996, ligne 5 et en 2018, ligne 9, la station est desservie par les rames omnibus circulant sur la branche Macheon la ligne 5 et les rames omnibus et express circulant sur la ligne 9.

## Situation sur le réseau

Plan du réseau (2023)

La station souterraine de correspondance Parc olympique : de la ligne 5 du métro de Séoul est située entre la station Dunchon-dong, en direction du terminus nord/ouest Banghwa, et la station Bangi en direction du terminus sud-est Macheon ;  de la ligne 9 du métro de Séoul, est situé entre la station Hanseong Baekje, en direction du terminus nord/ouest Gaehwa, et la station Dunchon Oryune, en direction du terminus sud/est VHS Medical Center.

## Histoire
La station Parc olympique est mise en service le 30 mars 1996, lors de l'ouverture à l'exploitation de la branche Macheon de la ligne 5, entre Gangdong et Macheon,,.
Elle devient une station de correspondance le 1er décembre 2018 lors de l'ouverture à l'exploitation de la section de la ligne 9, longue de 10 km entre Complex Sportif et le nouveau terminus sud/est VHS Medical Center.

## Services aux voyageurs

### Accès et accueil
Domiciliée au 1233 Yangjae-daero, Parc olympique dispose de quatre accès numérotés 1 à 4. Elle est organisée sur deux niveaux souterrains reliés par des escaliers et des ascenseurs, elle est organisée autour d'un quai central. Elle est équipée d'automates notamment pour l'achat titres de transport. 

### Desserte

#### Station ligne 5
Parc olympique est desservie par les rames omnibus qui circulent sur la ligne 8.

Instatllations
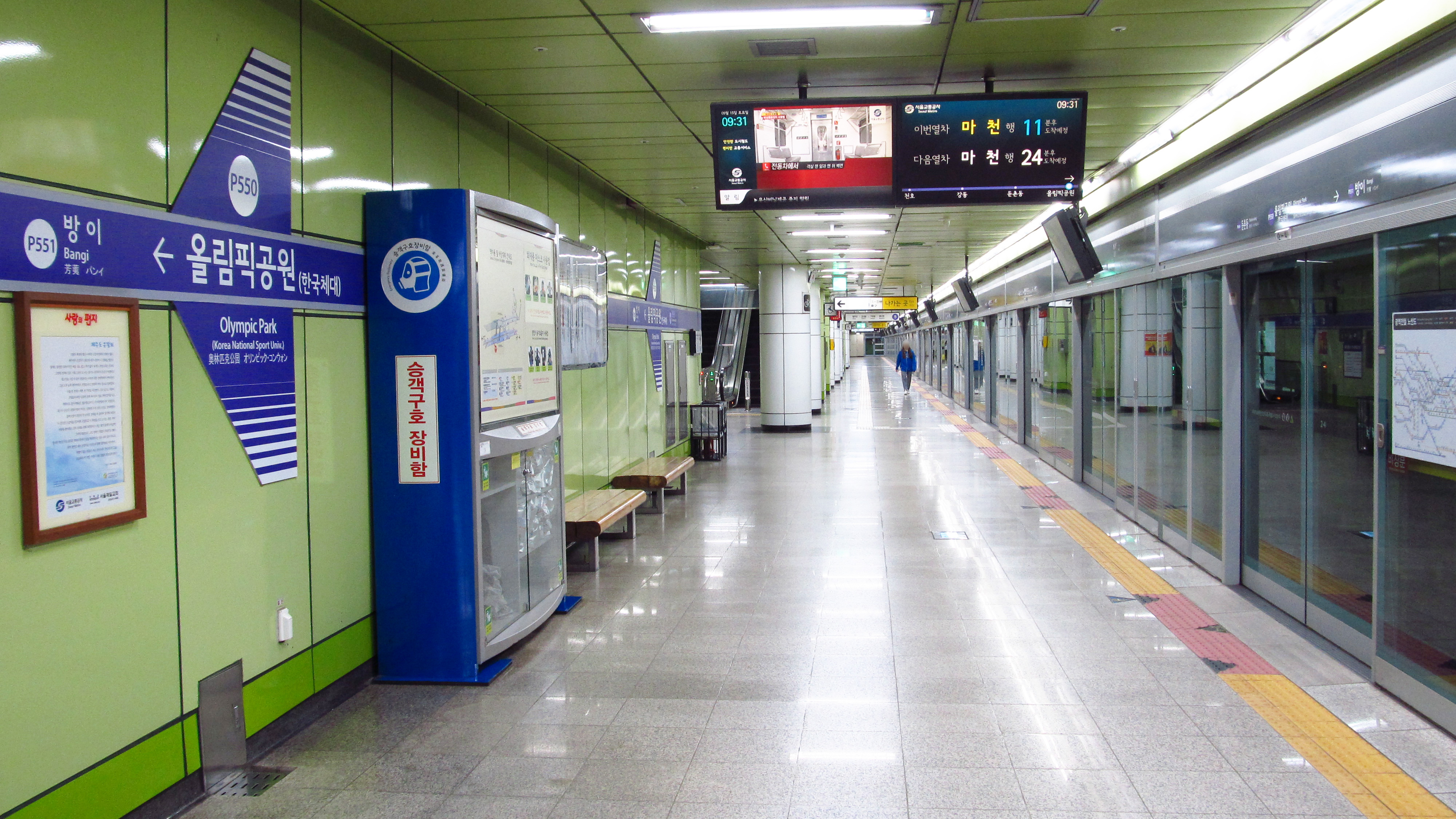
En 2018.
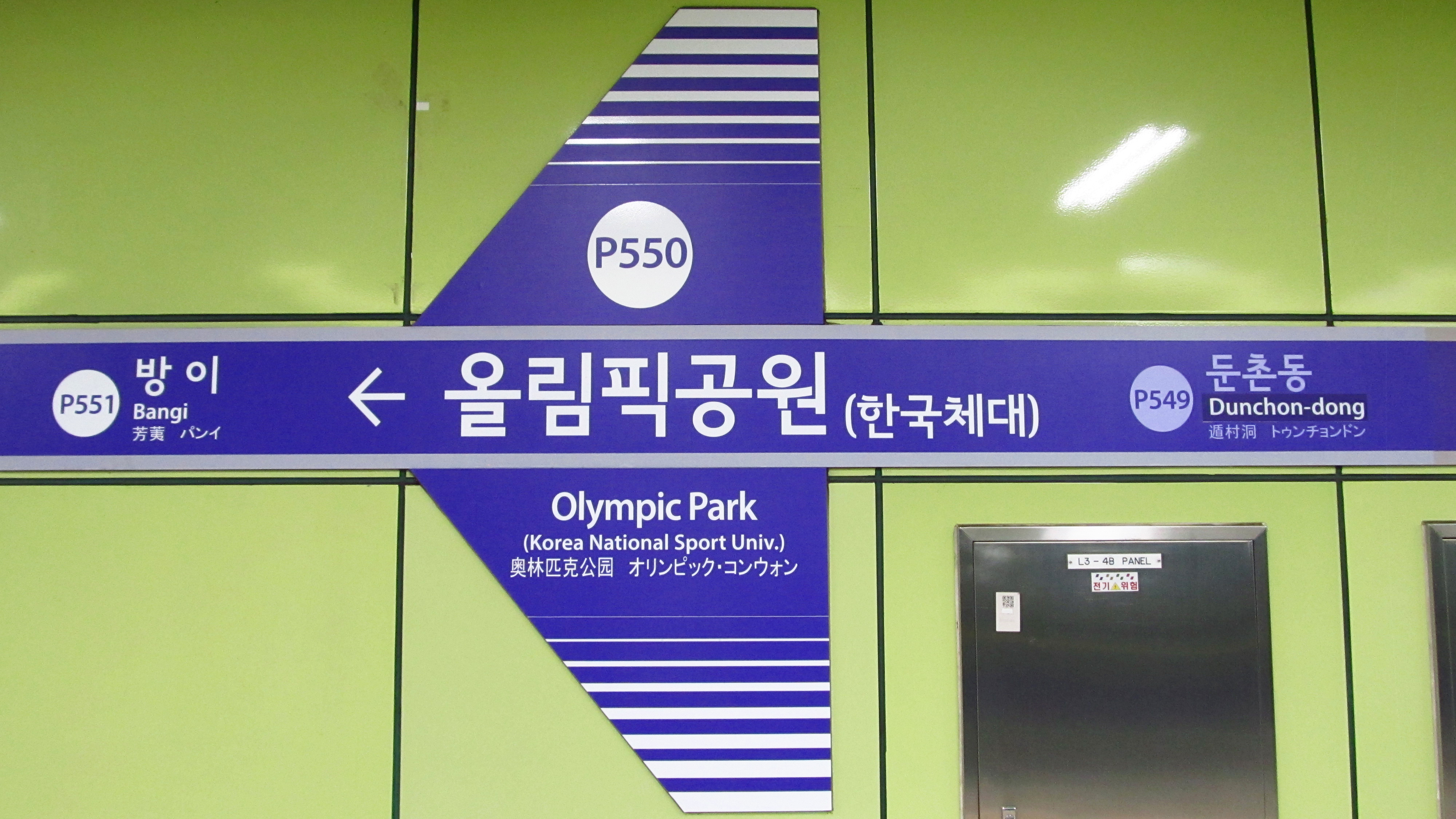
En 2018.
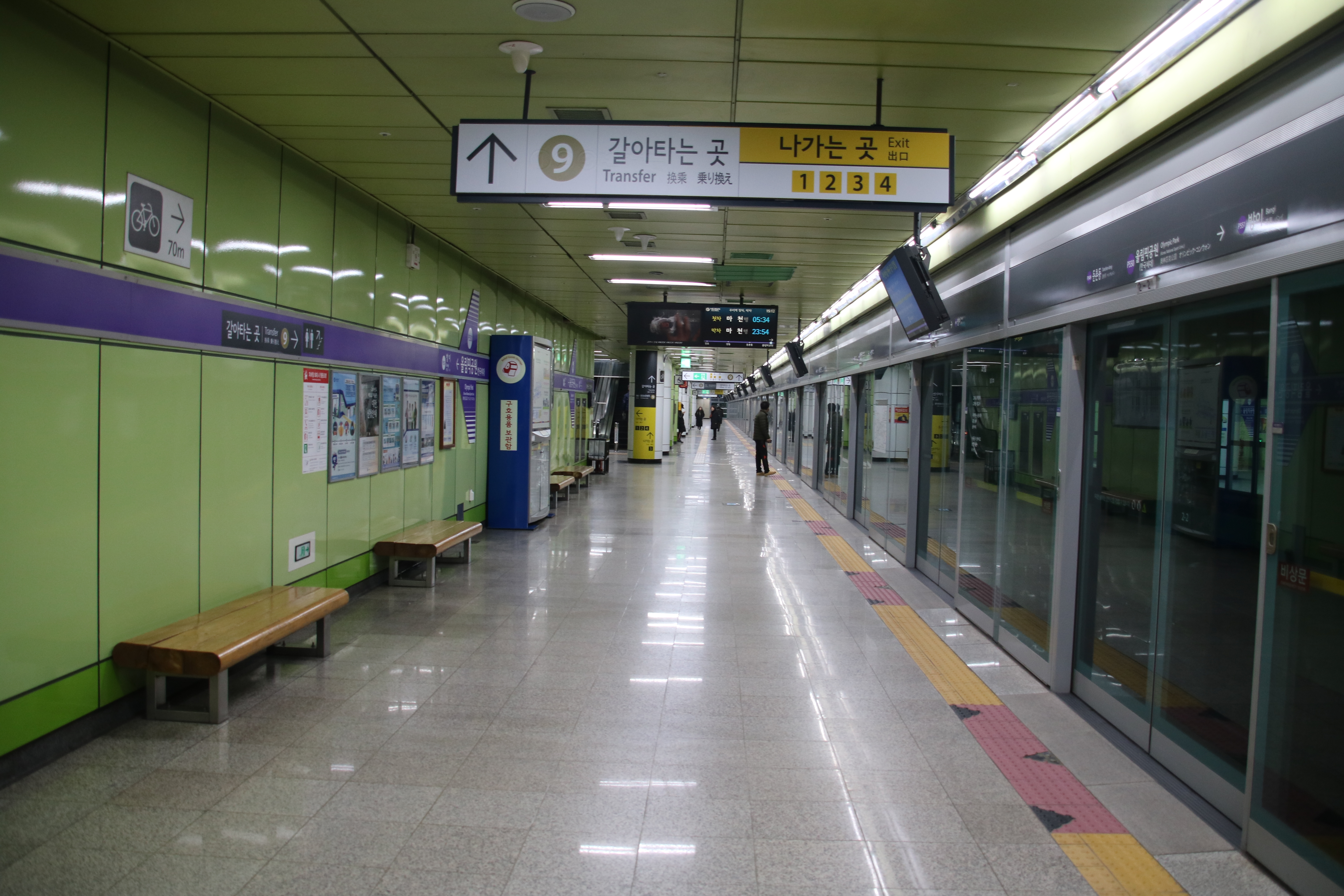
En 2018.

#### Station ligne 9
Parc olympique est desservie par les rames omnibus et express qui circulent sur la ligne 9.

Instatllations
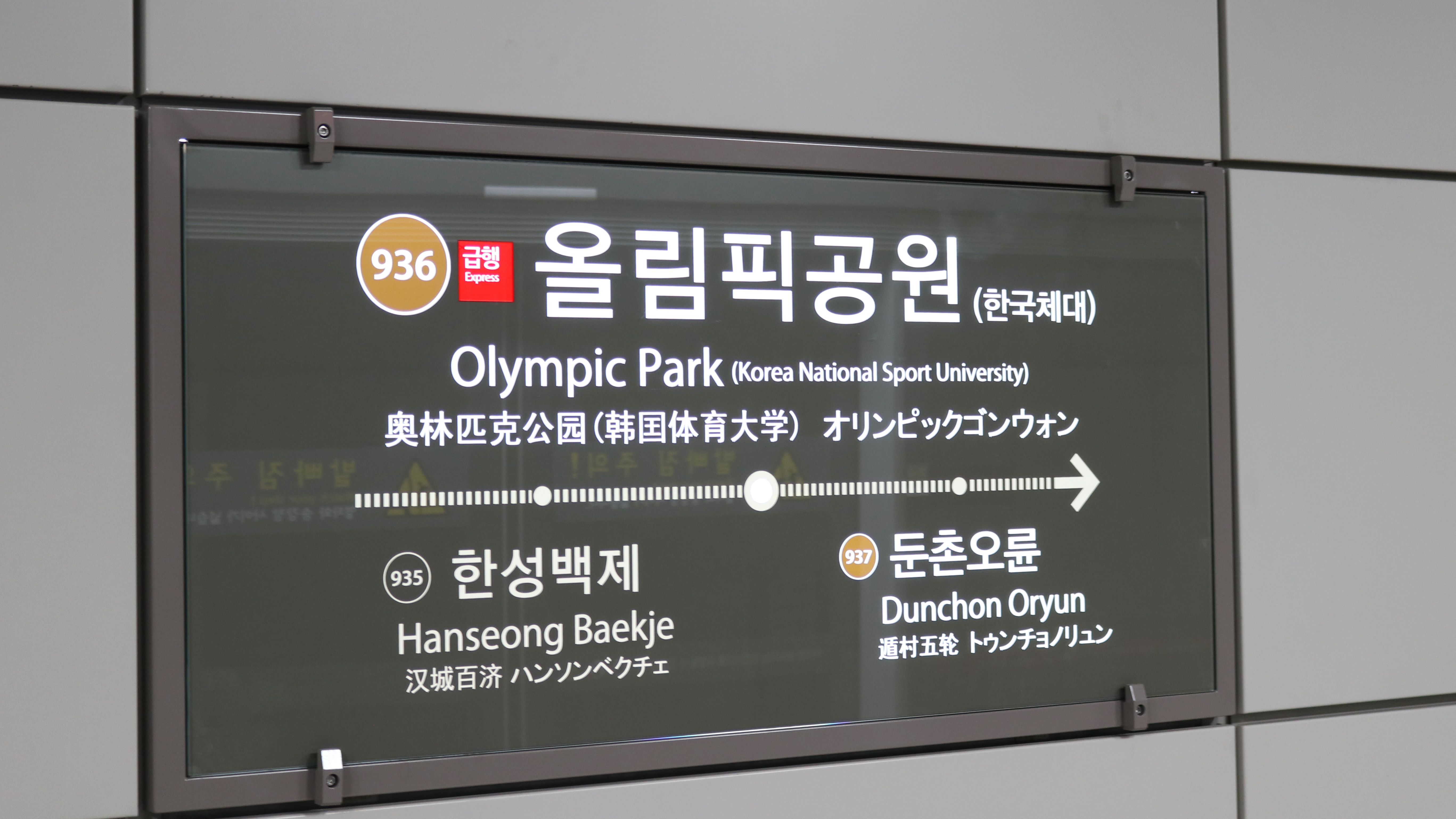
En 2018
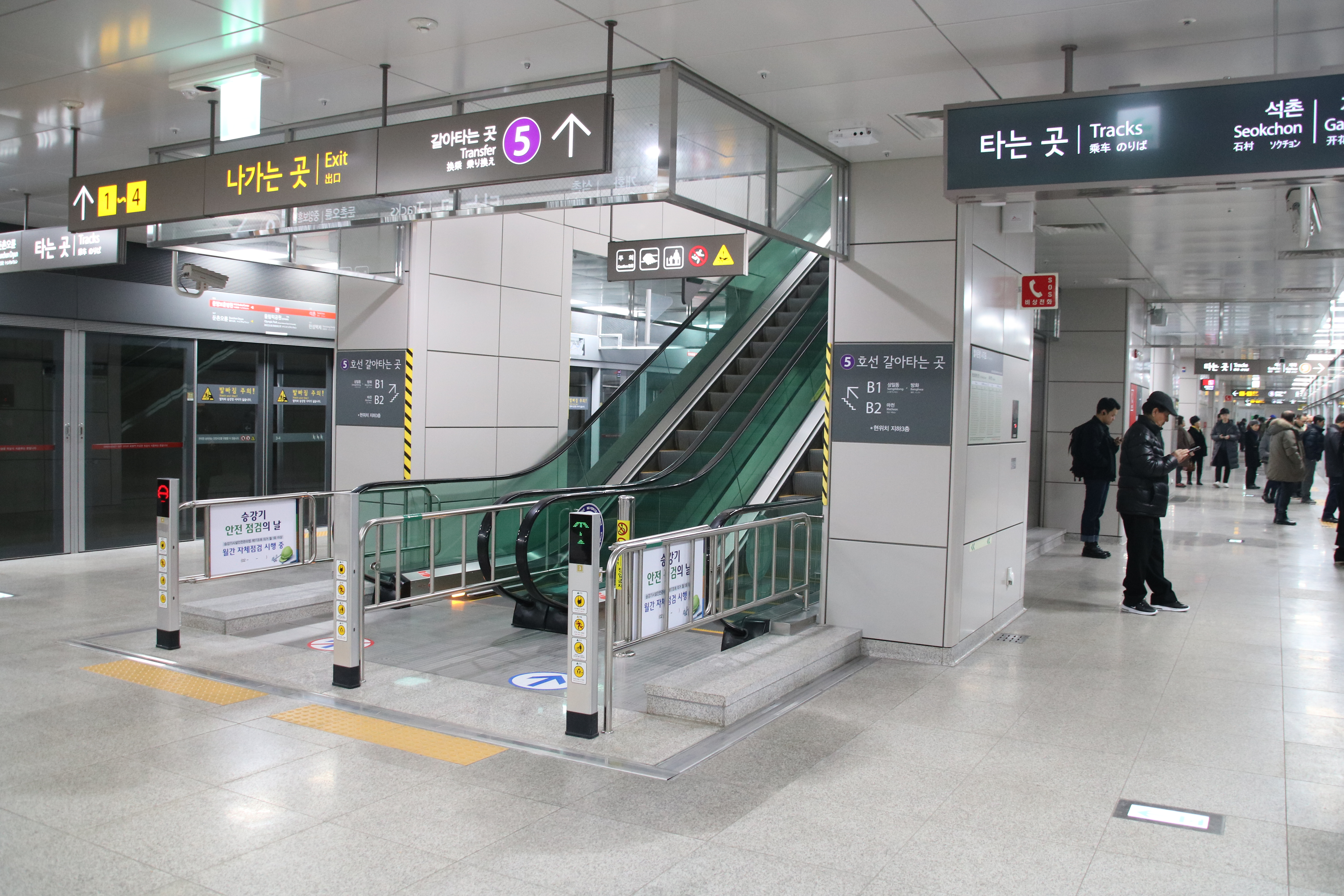
En 2018.

### Intermodalité
À proximité des arrêts sont desservis par des bus urbains.

## À proximité
La station dessert notamment : le parc olympique, le stade de gymnastique du parc et l'Université nationale du sport de Corée.